# David E. Jeremiah
David Elmer Jeremiah, född 25 februari 1934 i Portland, Oregon, död 7 oktober 2013 i Bethesda, Maryland, var en amiral i USA:s flotta. 
Mellan 1987 och 1990 förde han befäl över USA:s stillahavsflotta (U.S. Pacific Fleet). Jeremiah var USA:s vice försvarschef från 1990 till 1994. I oktober 1993, mellan Colin Powells avgång och John Shalikashvilis tillträde, var han tillförordnad försvarschef och då inträffade slaget om Mogadishu.